# Phthoa bispinosa
Phthoa bispinosa är en insektsart som beskrevs av Salvador de Toledo Piza Júnior 1946. Phthoa bispinosa ingår i släktet Phthoa och familjen Diapheromeridae. Inga underarter finns listade i Catalogue of Life.